# Csongrádi Kata
Csongrádi Kata (Budapest, 1953. május 18. –) magyar színésznő, musical-énekesnő, író, színpadi szerző, dalszerző.

## Élete és pályafutása
Csongrádi Nagy József és Polgár Mária gyermekeként született. Dédanyja Stupniczky Sidonia operaénekesnő, nagyanyja Ila Mary primadonna, nagyapja B. Polgár Béla színész, édesanyja Csongrádi Mária színész-rendező volt. A középiskolát az erzsébetvárosi Madách Imre Gimnáziumban végezte. Főiskolai diplomáját a Színház- és Filmművészeti Főiskolán szerezte musical szakon 1971–1974 között.
1972–1989 között a Budapesti Operettszínház tagja volt musical és operettszubrettként, de játszott prózai szerepeket is pl. Karinthy: Dunakanyar Koncz Gáborral. 1989–1996 között a Mikroszkóp Színpad színésze volt, majd 1996 óta a Budapesti Kamaraszínházban játszott, ahol az általa írt szindarabokban aratott sikert. 1996–1999 között önálló riportműsora volt a Szív TV-ben, 1999–2006 között pedig a Budapest TV-ben Zenés Kataságok, 2000–2006 között Halló, itt Csongrádi Kata! címen.
2000-ben debütált tíz epizódból álló televíziós sorozata, Angyali történetek címmel, melyet íróként, rendezőként, a főcímdal (Jöttem én semmiből) énekeseként és főszereplőként is jegyez. Ebben egy Susu nevű őrangyalt alakít, akinek az Úr (Bánffy György) megbízásából egy fiatalokból álló bűnbanda tagjait kell jó útra térítenie. A filmsorozatot sikerrel vetítették Romániában és az USA-ban is.
2016-ban jelent meg Férjem S. Nagy István című tízrészes sorozata a Zenebutikon, majd 20 részes sorozata Slágergyárosok címmel 2022-ben a Zenebutik felkérésére. 2020-tól kezdve Napsütéses Kataságok című beszélgetős műsort vezet a Hatoscsatornán.
17 évig játszotta Árvai Hédi szerepét a Magyar Rádió A Szabó család című sorozatában olyan partnerekkel, mint Gobbi Hilda, Tolnay Klári, Lukács Sándor, Sinkovits Imre, Kállai Ferenc.
Nagy sikerrel lép fel külföldön is: többek között Bécs, München, Augsburg, Ulm, Malmö, Stockholm, New York, Hollywood, Vancouver magyar közösségeiben az általa írt Sissy, Déryné, Bajor Giziről szóló színdarabokkal, 2024 őszén aranydiplomát kapott a Szinművészeti Akadémián.
Önálló Retro Slágershow műsorával szintén sok felkérést kap: 2024 elején a bécsi Schvung Theaterben jutalmazták vastapssal, 2024 őszén Ausztráliában, amelynek főbb állomásai Melbourne, Sydney, Brisbane, Gold Coast, Adeleide, Adventkor Torontóban lépett fel olyan nagy tetszéssel, hogy rögtön visszahívták, 2025 tavaszán pedig nagysikerű amerikai turnéja volt Floridában, Los Angelesben és New Yorkban. 
Folyamatosan írja és énekli saját dalait: az Életvirág, a Papirszavak is aranylemez lett és nagy nézettséggel fut a Szédület cimű videóklipje is. 
2025. március 15-én Erzsébetváros diszpolgára kitüntetésben részesült. 
Legismertebb dalai a Millió rózsaszál, az Áldj meg engem - amit Washingtonban Jimmy Carternek is előadott angolul - , a Ne add fel, a Táncolj, mintha nem látná senki, a Naphimnusz és a Csoda az élet.

## Magánélete
Rövid ideig Latinovits Zoltán menyasszonya volt, miután a színész szakított Ruttkai Évával. Férje S. Nagy István dalszövegíró volt. Ezotériával is foglalkozik, népszerű író, színpadi művek szerzője: hat könyve, nyolc saját színdarabja és tíz önálló lemeze reprezentálja életművét. Legutóbbi, 2022-ben megjelent szerzői lemeze Hogyha szeretsz címmel hetek alatt platina lemez lett.

## Színházi szerepei
- B. Turán Róbert: Madarak röpte... Heléna
- Jerry Bock: Hegedűs a háztetőn... Sprince; Chava
- Scserbasov – Nyikolaj Alfredovics Adujev: Dohányon vett kapitány... Diana
- Ruitner Sándor: Rongybaba... Cica
- Leonard Bernstein – Arthur Laurents – Stephen Sondheim: West Side Story... Consuela
- Ludovic Halévy – Hector-Jonathan Crémieux: Orfeusz az alvilágban... Első tanítvány
- Shakespeare: Veronai fiúk... Lucetta
- Shakespeare: Szentivánéji álom... Puck
- Paul Burkhard – Erik Charell – Jürg Amstein – Robert Gilbert: Tűzijáték... Anna
- Fényes Szabolcs – Békeffi István – G. Dénes György: A kutya, akit Bozzi úrnak hívtak... Lolo
- Gáspár Margit: Tűzvarázs... Zita
- Svarkin: Próbababa... Mánja
- Rejtő Jenő: Az ellopott futár... Brigitta örömlány
- Joe Masteroff – John Cander – Fred Ebb: Kabaré... Lolo
- Ifj. Johann Strauss: A denevér... Ida
- Shakespeare – Spewack Bella – Samuel Spewack – Cole Porter: Csókolj meg, Katám!... Lois-Bianca
- Fred Ebb – Bob Fosse: Chicago... Liz
- Arisztophanész: Lüszisztraté... Karvezető
- Fernando de Rojas – Behár György – Erdődy János: Toledói szerelmesek... Areusa
- Hegedüs Géza – Madarász Iván – Sztevanovity Dusán: Zsuzsanna és a vének... Zsuzsanna
- Máté - S. Nagy István: Krízis... Lány
- Bacsó Péter: Szerdán tavasz lesz... Kuncz Beáta
- Karinthy Ferenc: Dunakanyar... Kávéfőzőnő
- Szilágyi László: Én és a kisöcsém... Kelemen Kató
- Szilágyi László: Mária főhadnagy... Panni
- Vészi Endre: A sárga telefon... F. Csik Ilona
- Rátonyi Róbert: Operett kongresszus... Szexbomba
- Csongrádi Mária: A hercegnő és a varázsló... Fatime hercegnő
- Mészöly Gábor – Zerkovitz Béla: A szélhámoskirály (Hogyan lett angol lord a vidéki szatócs fia?)... Ő a Nő (Ella, Ibolya, Zelma stb.)
- Váradi Katalin: Szép primadonna, csodál a világ...
- Kaló Flórián: Gyilkosság a szeretetotthonban... Bea
- Sas József – Selmeczi Tibor: Bevétel erősíti a szabályt...
- Csongrádi Kata: Téves kapcsolás... Éva; Mrs. Simson
- Vaszary János – Szántó Armand: A hölgy vetkőzik... Bessy
- Csongrádi Kata: Sissy és én... Sissy
- Carriere: Szerelemről szó sem volt...
- Csongrádi Kata : A vasárnapi asszony/Bohóckirálynő... Gizi
- Csongrádi Kata: Énekelj, Déryné!... Déryné
- Csongrádi Kata: Nofretéte-akció... Kamilla

## Színpadi művei
- Hercegnő és a varázsló
- Téves Kapcsolás
- Huncut a lány
- A vasárnapi asszony
- Sissy és én
- Énekelj, Déryné!
- Nofretéte-akció
- Angyali Show

## Filmjei

### Játékfilmek
- Holnap lesz fácán (1974, rendezte: Sára Sándor) ... Szerep: Gerontofil
- Szikrázó lányok (1974)
- Jelbeszéd (1974)
- Ereszd el a szakállamat! (1975)
- Az élet muzsikája – Kálmán Imre (1984)

### Tévéfilmek
- Zsebtévé 1. rész (1965)
- Úriemberek vagyunk (1973)
- Zöld dió (1974)
- Állványokon (1975)
- Hogyan viseljük el szerelmi bánatunkat?! (1975)
- Robog az úthenger 1–6. (1976)
- Black Comedy (1976)
- Cigánykerék (1976)
- Hátország (1976)
- Az Isten is János (1977)
- Nők apróban (1979)
- Családi kör (1980)
- Ha majd mindenünk meglesz (1980)
- Mi muzsikus lelkek (1980)
- Hol colt, hol nem colt (1980)
- P. Howard. Írta: Rejtő Jenő (1981)
- Pityke őrmester (1981)
- A 78-as körzet (tévésorozat, 1982)
- Gül baba (1986)
- A sárga telefon (1988)
- Senki nem tér vissza (1988)
- Angyali történetek (2000) (rendező, író)

## Művei
- Millió rózsaszál. Dalregény. Életem=dalaim, millió rózsaszál és annak millió tövise; Minerva, Budapest, 1988
- Nem boszorkányság. Rafinériák, furfangok, ördöngősségek szigorúan bizalmasan lányoknak és asszonyoknak!; Média, Budapest, 1991
- Téves kapcsolás (1994)
- Sissy és én (1996)
- Angyali történetek (2000)
- A vasárnapi asszony (2001)
- Ne add fel!; Mandala-Veda, Budakeszi, (2005)
- Millió rózsaszál. Szeress úgy, mint a nap!; Mandala-Seva, Budapest, 2006 + CD
- Belső nap; Mandala-Veda, Budapest, 2008 + CD)
- Férjem, S. Nagy István, a slágergyáros; Szilvia és Társa Kft., Páty, (2015)
- Napsütéses Kataságok. Csongrádi Kata interjúkötete; Szilvia és Társa Kft.– Zimber Könyvek, Páty, 2022

## Lemezei
- Maros Gábor – Csongrádi Kata Nanu Nanu / Koala Maci (SP, kislemez) Pepita SPS 70575 (1983)
- Ez A Föld A Miénk / Millió Rózsaszál (SP, kislemez) Pepita SPS 70642 (1984)
- Millió Rózsaszál (LP, Album) Pepita SLPM 37022 (1986)
- Szerelmi Álmok / Én A Millióból Egy Vagyok (SP, kislemez)	Pepita SPS 70783 (1987)
- Én A Millióból Egy Vagyok (LP, Album)	Pepita SLPM 37093 (1988)
- Nem Boszorkányság (LP, Album) Média LP – 011 (1991)
- Kiskegyed (LP, Album) Kadencia Kft. – KA 77 (1992)
- Millió Rózsaszál (CD, Comp) Gong HCD 37884 (1997)
- Ne add fel (CD, Album) Alfa Kiadó (2000)
- Énekelj, Déryné! Népdalok Déryné korából, születésének 210. évfordulójára (CD, Album) Records MHA422 (2003)
- Siliga Miklós – Csongrádi Kata Csoda Az Élet! (CD, Album) LORD600523 (2009)
- Azért vannak a jóbarátok (CD, Album) Trimedio (2019)
- Hogyha szeretsz (CD, Album) Amiryzisz Kft. – CSK001 (2022), platinalemez (2022)

## Díjai, elismerései
- Börze Award-díj – megosztva S. Nagy Istvánnal (2014)
- Pepita Különdíj (2014)[7]
- Szepes Mária-díj (2019)[8]
- Lion of the Year, a Lions Club International elismerése jószolgálati tevékenységéért, 2022
- Hogyha szeretsz c. szerzői album platinalemez lett (2022)
- Életműdíj (2023)
- Az Életvirág c. dala aranylemez lett (2023)
- Krúdy Örökség díj és aranyérem (2024)
- Színészi aranydiploma (2024)
- Az Új sorsot teremtek c. dala aranylemez lett (2024)
- Erzsébetváros díszpolgára (2025)

## Külső hivatkozások
- Magyar színházművészeti lexikon. Főszerk. Székely György. Budapest: Akadémiai. 1994.  ISBN 963-05-6635-4
- Discográfia: https://www.discogs.com/artist/1440430-Csongrádi-Kata
- Színházi adattár. Országos Színháztörténeti Múzeum és Intézet. (Hozzáférés: 2025. augusztus 2.)